# Riepsdorf
Riepsdorf település Németországban, Schleswig-Holstein tartományban. Lakosainak száma 908 fő (2023. december 31.).

## Népesség
A település népességének változása:
| Lakosok száma | 980  | 892  | 912  | 912  | 924  | 908  |
|               | 1975 | 2017 | 2019 | 2021 | 2022 | 2023 |